# Francisco de Miranda (Cabimas)
Francisco de Miranda es uno de los sectores que forman la ciudad de Cabimas en el estado Zulia (Venezuela), pertenece a la parroquia Germán Ríos Linares. Recibe su nombre de Francisco de Miranda precursor de la independencia de Venezuela.

## Ubicación
Se encuentra entre los sectores Bello Monte al sur (calle Bello Monte), Sara Reyes, Amparito y Amparo al oeste (Av Intercomunal), los Olivos al norte (carretera F) y la ciénaga del Mene al este.

## Zona Residencial
Dentro del sector se encuentra la Unidad Educativa Bolivariana Francisco de Miranda, el Liceo bolivariano Aristides Urdaneta y al final de la misma calle en la entrada a la intercomunal se encuentra el Preescolar Indio Mara(Calle los Teques). Además de las escuelas y de sus calles y casas, actualmente se están construyendo nuevos conjuntos residenciales del lado de la intercomunal. Francisco de Miranda es un sector joven, tan reciente como 1984 todavía se estaban construyendo casas y calles. La estación de servicio Móvil es uno de los puntos de referencia de siempre de Cabimas, en los años 60 se construyó como la estación de servicio CVP (Corporación Venezolana del Petróleo) organismo creado previo a la nacionalización del petróleo, en 1976 con la nacionalización pasó a ser estación de servicio Corpoven, sin embargo para los habitantes de Cabimas el nombre CVP quedó grabado para siempre en la memoria y todavía es llamada así, a pesar de que en 1996 pasó a llamarse PDV y en 1998 Móvil.

## Vialidad y Transporte
La carretera F es la mejor vía, está en buen estado y cuenta con reductores de velocidad para la escuela, las demás vías están en distintos grados de abandono, la av 32 es otra vía principal comienza aquí y termina en el Lucero, sin embargo ambas pasan es por el perímetro del sector.
La línea Bello Monte es la que pasa por el sector. También el transporte público transita por la carretera "F" con la línea de transporte denominada Ambrosio y su recorrido lleva hasta el terminal utilizando la ruta en toda su extensión de la Av. Andrés Bello en donde se encuentra el hospital Adolfo D´Empaire

## Sitios de Referencia
- Unidad Educativa Francisco de Miranda.
- Preescolar Indio Mara.
- Estación de servicio Móvil (también conocida como CVP). Av Intercomunal con carretera F.
- Petrocabimas antigua sede de DIMACA
- Unidad Educativa Liceo Bolivariano "Arístides Urdaneta"
- Iglesia San Francisco de Asís. Calle Sucre

## Servicios de Salud
De acuerdo al desarrollo endógeno de la nación en los últimos años, el sector cuenta con un Barrio Adentro, centro que asiste las necesidades de salud mediática de la comunidad. También continuamente se otorgan equipos de alta necesidad para personas discapacitadas (sillas de ruedas, andaderas, camillas. etc) por los promotores de salud correspondiente del barrio, equipos que son donados por la nación en función de hacer valer los derechos de las personas discapacitas o especiales.